# Fresno Alhándiga
Fresno Alhándiga település Spanyolországban, Salamanca tartományban. Fresno Alhándiga Pedrosillo de los Aires, Beleña, Sieteiglesias de Tormes, Pelayos és La Maya községekkel határos. Lakosainak száma 181 fő (2024).

## Népesség
A település népessége az elmúlt években az alábbi módon változott:
| Lakosok száma | 307  | 282  | 281  | 276  | 275  | 263  | 225  | 213  | 194  | 181  |
|               | 2001 | 2004 | 2007 | 2009 | 2012 | 2014 | 2017 | 2019 | 2022 | 2024 |